# Mark Allen (triatleet)
Mark Allen (Glendale (Californië), 12 januari 1958) is een succesvol Amerikaans triatleet.
Hij studeerde biologie aan de Universiteit van Californië - San Diego waar hij ook aan zwemmen deed. Hij begon in 1982 met triatlon, nadat hij geïnspireerd was geraakt door de finishbeelden van Julie Moss in februari eerder dat jaar en zijn vriend Reed Gregerson (die vijfde werd bij diezelfde wedstrijd). Hij kocht van zijn spaargeld een racefiets en begon met trainen. In juni 1982 nam hij deel aan een lokale triatlon en werd vierde achter de sterke triatleten Dave Scott, Scott Molina en Scott Tinley. Twee wedstrijden later versloeg hij Tinley, Moline en Scott. Uiteindelijk werd hij zesvoudig winnaar van Ironman Hawaï (1989, 1990, 1991, 1992, 1993 en 1995). Mark Allen maakte met name met hardlopen het verschil ten opzichte van zijn concurrenten.
De meest legendarische wedstrijd, ook wel de "The Iron War" genoemd, vond plaats tijdens de Ironman Hawaï 1989. Hierbij was hij nooit meer dan een paar luttele seconden verwijderd van zijn rivaal Dave Scott. Mark wist uiteindelijk de wedstrijd te winnen door in de laatste kilometers van de marathon een voorsprong van 58 seconden op te bouwen. Beide heren verbeterden het parcoursrecord met ruim 19 minuten tot 8:09.15.
Hij trouwde met Julie Moss in 1989. Dit huwelijk werd ontbonden in 2002. Sinds 2009 traint hij de Oostenrijk levende Nederlandse triatlete Yvonne van Vlerken.

## Titels
- Wereldkampioen triatlon op de Ironman-afstand - 1989, 1990, 1991, 1992, 1993, 1995
- Wereldkampioen triatlon op de olympische afstand - 1989

## Palmares

### triatlon
- 1982:  Triathlon International de Nice
- 1982: DNF Ironman Hawaï
- 1983:  Triathlon International de Nice
- 1983:  Ironman Hawaï - 9:21.06
- 1984:  Triathlon International de Nice
- 1984: 5e Ironman Hawaï - 9:35.02
- 1985:  Triathlon International de Nice
- 1986:  Triathlon International de Nice
- 1986:  IMJPS - 6:56.26
- 1986:  Ironman Hawaï - 8:36.04
- 1987:  Ironman Hawaï - 8:45.19
- 1988:  St. Croix Triathlon
- 1988: 5e Ironman Hawaï - 8:43.22
- 1989:  St. Croix Triathlon
- 1989:  WK olympische afstand in Avignon - 1:58.46
- 1989:  Triathlon International de Nice
- 1989:  Ironman Hawaï - 8:09.15
- 1990:  Triathlon International de Nice
- 1990:  Ironman Hawaï - 8:28.17
- 1991:  St. Croix Triathlon
- 1991:  Triathlon International de Nice
- 1991:  Ironman Hawaï - 8:18.32
- 1992:  Triathlon International de Nice
- 1992:  Ironman Hawaï - 8:09.08
- 1993:  Triathlon International de Nice
- 1993:  Ironman Hawaï - 8:07.45
- 1995:  Ironman Japan - 8:23.00[1]
- 1995:  Ironman Hawaï - 8:20.34